# Улица Пере Велимировића (Београд)
| Улица · ПЕРЕ ВЕЛИМИРОВИЋА | Улица · ПЕРЕ ВЕЛИМИРОВИЋА             |
| ------------------------- | ------------------------------------- |
|                           |                                       |
| Општина                   | Раковица                              |
| Почетак                   | Патријарха Павла Патријарха Димитрија |
| Крај                      | Борска                                |
| Дужина                    | 44.757149 m                           |
| Ширина                    | 20.452372 m                           |
|                           |                                       |
|                           |                                       |

Улица Пере Велимировића се налази у Београду, главном граду Србије, у градској општини Раковица. Добила је име у част политичара Пере Велимировића (1848-1921).

## Опис улице
Улица Пере Велимировића почиње улицама Патријарха Павла и Патријарха Димитрија. Скреће на исток, са десне напушта Трстењакову улицу и прелази у Срзентићеву улицу. Затим прелази улице Косте Живковића (лево), Рељковићеву и Грегорчићеву (десно), Велисава Вуловића (лево), Хасанагинице (десно) и Милана Благојевића Шпанца (лево). Завршава се у Борској улици.
Амбасада Азербејџана се налази у улици број 15. Пијаца Кошутњак се налази преко пута.

## Саобраћај
Улицом саобраћа аутобускa линија 42, на релацији Славија – Бањица – Петлово брдо.